# 이마무라 마사히로 (1947년)
이마무라 마사히로(일본어: 今村雅弘, 1947년 1월 7일 ~ )는 일본 자민당 소속의 정치인이다. 2007-08년 농림수산부대신을 지냈다. 2016년부터 2017년까지 부흥대신을 역임했다. 아베 신조가 회장인 초당파 모임 '창생일본' 소속으로, 2016년 8월 제3차 아베 신조 내각 (제2차 개조)에서 부흥대신으로 내정되었다. 취임 일주일 만에 야스쿠니 신사 참배를 강행해 국내외에 논란을 불러일으켰다.